# Loxoconchella lizardensis
Loxoconchella lizardensis is een mosselkreeftjessoort uit de familie van de Loxoconchidae. De wetenschappelijke naam van de soort is voor het eerst geldig gepubliceerd in 1991 door Behrens.